# Rhodohypoxis baurii
Rhodohypoxis baurii es una pequeña planta perenne y bulbosa nativa de Sudáfrica y perteneciente a la Familia Hypoxidaceae. Se la cultiva en varios países como ornamental por sus atractivas flores de color rojo o rosado y por su extenso período de floración.

## Descripción
Las plantas de Rhodohypoxis baurii son pequeños geófitos perennes de hasta de 15 cm de altura que pierden su parte aérea y permanecen en reposo durante el invierno. El órgano de reserva subterráneo es un rizoma. Cinco a 10 hojas crecen del ápice de cada rizoma. Estas hojas triangulares, linear-lanceoladas a filiformes son de color verde brillante u opaco y son usualmente pilosas en grados variables de acuerdo a la subespecie y a la edad de la planta. Los pedúnculos son largos y erectos y llevan una flor solitaria. Las flores son hermafroditas, con 6 tépalos dispuestos en dos series. Los tres internos son un poco más angostos que los externos. Los segmentos del perigonio son blancos, rosas o rojos o variegados de rosa y blanco. Los tépalos están fusionados en su base formando un corto tubo perigonial. En el extremo del tubo, los tépalos se flexionan hacia adentro hasta casi converger, cerrando de ese modo la garganta de la flor. Por sobre la garganta, los segmentos del perianto se abren hacia afuera y son persistentes aún después de la fertilización. El androceo está compuesto por 6 estambres dispuestos en dos series que se originan en el tubo del perigonio. Las anteras quedan escondidas dentro del tubo ya que los filamentos son cortos o nulos. El ovario es trilocular y contiene 4 a 6 óvulos con placentación axilar. El estilo es muy corto y lleva un estigma trilobulado. El fruto es una cápsula con paredes delgadas, papiráceas. Las semillas son redondas a ovales, negras y brillantes. Las plantas florecen entre primavera y verano.

## Subespecies
Se reconocen tres subespecies:
- Rhodohypoxis baurii (Baker) Nel var. baurii, distribuida desde el este hasta el norte de la provincia de El Cabo, en Sudáfrica. Presenta hojas delgadas, suberectas y de color verde opaco. Las flores son característicamente rojo brillante, raramente blancas.

- Rhodohypoxis baurii (Baker) Nel var. confecta Hilliard & B.L.Burtt, con la misma distribución que la subespecie anterior, presenta hojas erectas y de color verde brillante. Las flores son blancas o rosadas con algunas rojas. Muchas flores son blancas cuando abren, y cambian hacia el rosado y luego hacia el rojo conforme pasan los días.

- Rhodohypoxis baurii (Baker) Nel var. platypetala, endémica de la región de KwaZulu-Natal. Las hojas son anchas y planas de color verde grisáceo. Las flores son blancas, ocasionalmente rosado pálidas.

## Utilización y cultivo
Rhodohypoxis baurii es la especie más popular del género. Se la cultiva en varios países de Europa, en Estados Unidos, y en Japón, donde se las comercializa como plantas ornamentales en macetas. Debido a que las flores de R. baurii var. confecta van cambiando de color con el tiempo, ofrecen una brillante mezcla de colores en la misma maceta. Además, los tépalos son persistentes aún después de la fertilización por lo que ofrecen un amplio período de floración. 
Las plantas de Rhodohypoxis baurii están adaptadas a condiciones estacionales de humedad, por lo que, una vez establecidas, requieren que no se las riegue durante el invierno. La propagación es simple, mediante divisiones de los rizomas subterráneos. Los rizomas son pequeños y necesitan que se los plante superficialmente en un suelo bien drenado. La germinación de las semillas es lenta, tarda entre 30 a 60 días.

## Sinonimia
- Hypoxis baurii Baker, J. Bot. 14: 181 (1876).

var. platypetala:
- Hypoxis platypetala Baker, J. Linn. Soc., Bot. 17: 105 (1878).[1]